# Скорпіон (Mortal Kombat)
Скорпіон (англ. Scorpion) — персонаж серії відеоігор Mortal Kombat.

## Опис
У минулому був людиною, зараз — привид. В історії Mortal Kombat, Ханзо Хасаші (він же Скорпіон) був ніндзя і головою клану Ширай Рю. Ворогував з кланом Лін Куей, головою якого був Бі Хан. Був убитий ним же. Після цього некромант Куан-Чі запропонував Ханзо співпрацю — Куан-Чі воскрешає душу Хасаші, а Ханзо іде на турнір Мортал Комбат і вбиває там Саб-Зіро (Бі Хан). Після переродження в пеклі Ханзо уже називає себе Скорпіон, бо на гербі Ширай Рю був намальований саме скорпіон. У одній з ігор (DC vs Mortal Kombat) Скорпіон стає правителем пекла. Особливими здібностями Скорпіона є гарпун, виготовлений з прив'язаного до мотузки кунаю, який вилітає і летить у потрібному напрямку з його долоні, і вогняний череп, який випускає з рота вогонь, коли Скорпіон знімає маску.

## Спеціальні прийоми та добивання

### Прийоми

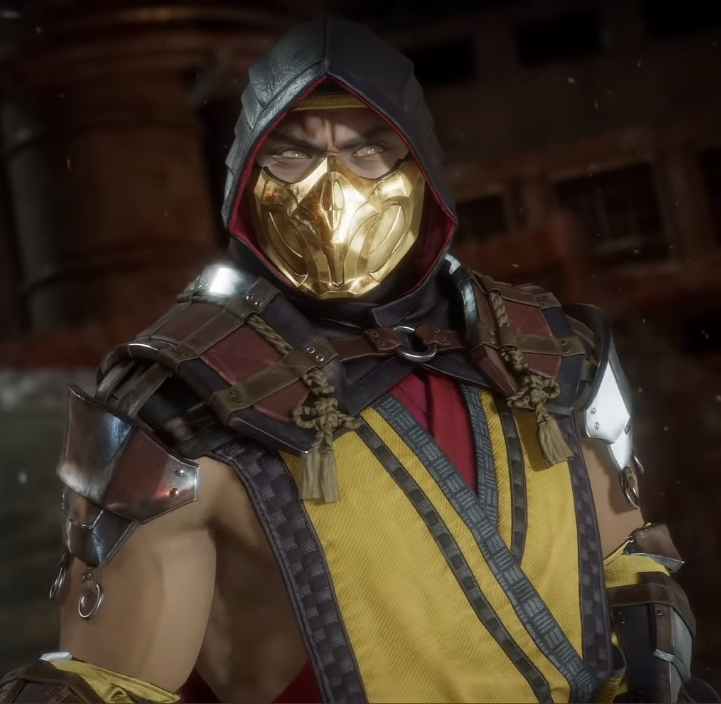
Scorpion в MK11

- Кунай (Гарпун) — класичний прийом. Використовується у всіх іграх серії і є «візитною карткою» персонажу. Скорпіон кидає у супротивника кунай (зазвичай гостре лезо на тросі). Коли кунай вражає ворога Скорпіон викрикує «Іди сюди!» (англ. «Get over here!» чи англ. «Come here») і притягує жертву до себе. При цьому супротивник на дві-три секунди не може рухатись. За цей час можна здійснити будь-який прийом.
- Телепортація — ще один з класичних прийомів ігор серії. Скорпіон стрибає за межі екрана і після цього з'являється позаду супротивника, завдаючи удару. Починаючи з Мортал Комбат Смертельний Альянс англ. Mortal Kombat Deadly Alliance, Скорпіон спочатку загорявся, а вже потім зникав і телепортувався.
- Вогняний подих — цей прийом додали пізніше, хоча з найпершої гри аж до Ultimate Mortal Kombat 3 (за виключенням звичайного Mortal Kombat 3, тому в цій грі нема Скорпіона) цей удар був добиванням. Скорпіон знімав маску і видував струмінь полум'я. В грі іноді був баґ, коли ворог встигав завдати удар Скорпіону під час виконання цього прийому. Внаслідок цього Скорпіон «втрачав» маску і гравець керував Скорпіоном з голим черепом.
- Вогняне сальто — прийом, який з'явився вперше в Мортал Комбат Смертельний Альянс. Ноги Скорпіона починали горіти, він трохи зближувався з ворогом і робив сальто назад (а точніше — бланш). При цьому, Скорпіон «зависав» в повітрі вниз головою, а його ноги перекидались через тіло, залишаючи в повітрі гарний вогняний слід і завдаючи ворогу пристойні пошкодження. В інтро-ролику Mortal Kombat: Shaolin Monks, Скорпіон здійснює цей прийом на Саб-Зіро, підстрибуючи при цьому досить високо.
- Scorpion в MK11 Вогняна пастка — прийом, схожий на льодяну пастку Саб-Зіро. Скорпіон робив помах руками, і з-під супротивника підіймався стовп вогню, який спалював його.

### Fatality
- Роздільне рішення — Скорпіон вихоплює меча і спершу розтинає ворога навпіл на рівні талії, потім на рівні шиї, таким чином відділяючи голову від тіла, потім ударом ноги вибиває тулуб, голова ворога підлітає в повітря, і поки вона падає, Скорпіон мечем розрубує її навпіл.
- Спалення — Скорпіон знімає маску і підпалює супротивника струменем полум'я з рота.
- Розрізання — Скорпіон використовує гарпун як кинджал, і розрізає супротивника на три частини.
- Оселі пекла — Скорпіон стає в переможну стійку біля опонента, після чого переноситься в пекло. Далі розрізняють різні варіанти добивання, в залежності від платформи:
  - В аркадному оригіналі UMK3 і портах для 32-бітних приставок Скорпіон викликав «армію» своїх двійників, які після того нападають на опонента, і в цей час все що відбувається закриває чорний екран. Судячи з характерних звуків ударів, можна зрозуміти, що за чорним екраном двійники спочатку методично б'ють жертву, а потім розрубують, далі йде передсмертний крик жертви.
  - У версіях UMK3 для 16-бітних приставок супротивник після телепортації відразу ж спалюється, після чого (в версії для Genesis) вибухає
- Пекельна рука — з-під землі виривається палаюча рука скелета, яка хапає ворога і затягує його в пекло.
- Перетворення на скорпіона — тваринний прийом, в якому Скорпіон перетворюється на справжнього скорпіона і притримуючи ноги опонента клешнями, пронизує його груди хвостом і роздирає його.
- Розривання голови — Скорпіон пробиває голову ворога гарпуном, і після декількох «смикань» — розриває голову опоненту.
- Розривання з умертвінням — Скорпіон пронизує гарпуном руку супротивника і вириває її. Опісля, він пронизує ногу супротивника і також відриває її. Після цього, Скорпіон підходить до безпомічного супротивника, і скручує йому в'язи.
- Відривання голови — Скорпіон хапає супротивника за горло, і після декількох спроб — вириває ворогу голову з хребтом. Це, скоріше, не зовсім його власне добивання, а добивання Саб-Зіро (у грі Ultimate Mortal Kombat 3 Саб-Зіро в масці бере супротивника за голову, але після цього все закриває чорний екран. А в версії Mortal Kombat 4 вже цей прийом показаний повністю).
- Розрізання — Скорпіон б'є супротивника руками, а потім встромляє йому в живіт гарпун, після чого розриває ворога надвоє.
- Спалення в лаві — Скорпіон телепортується в пекло, після чого під ворогом з'являється лавова калюжа. Скорпіон знизу хапає опонента і тягне його на дно, після чого — викидає назовні обгорілий скелет. Далі, він сам з'являється на поверхні.
- Розсічення — Скорпіон виймає ниндзято і перерізає ним весь тулуб опонента, а після «обезголовлює» жертву (при цьому залишається короткий проміжок, що з'єднує голову з тілом). Після цього він «вибиває» ногою тулуб і розрубує надвоє голову, що падає.
- Повішання — Скорпіон встромляє кунай в плече супротивника, після чого обмотує йому шию ланцюгом від куная. Далі, він відкриває портал за супротивником і ударом ноги викидає його туди. Після, він відкриває портал зверху, звідки випадає спотворений супротивник, повішений на кунаї.